# Ohlmüllerstraße
Die Ohlmüllerstraße ist eine Innerortsstraße im Stadtbezirk Au-Haidhausen (Nr. 5) von München.

## Verlauf
Die Straße beginnt an der Reichenbachbrücke, kreuzt die Eduard-Schmid-Straße und den Straßenzug Entenbach- und Zeppelinstraße, begrenzt den Ausläufer des Mariahilfplatzes (Ort der Auer Dult) im Südwesten und verläuft am Landratsamt München im ehemaligen Paulanerkloster (Mariahilfplatz 17) vorbei bis zur Straße Am Neudeck, an der sie bei der Querung des Auer Mühlbachs in die Straße Am Nockherberg übergeht.

## Öffentlicher Verkehr
Die Straße wird von der Straßenbahnlinie 18 der Münchner Verkehrsgesellschaft (MVG) durchfahren.

## Namensgeber
Die Straße ist nach dem Architekten Joseph Daniel Ohlmüller (1791 bis 1839), dem Erbauer der Mariahilfkirche, benannt.

## Charakteristik
Die Straße in der Unteren Au ist eine der Hauptachsen dieses Stadtteils. Sie ist Teil der Verbindung von der Altstadt und vom Gärtnerplatzviertel zum Ostfriedhof.

## Denkmalgeschützte Bauwerke

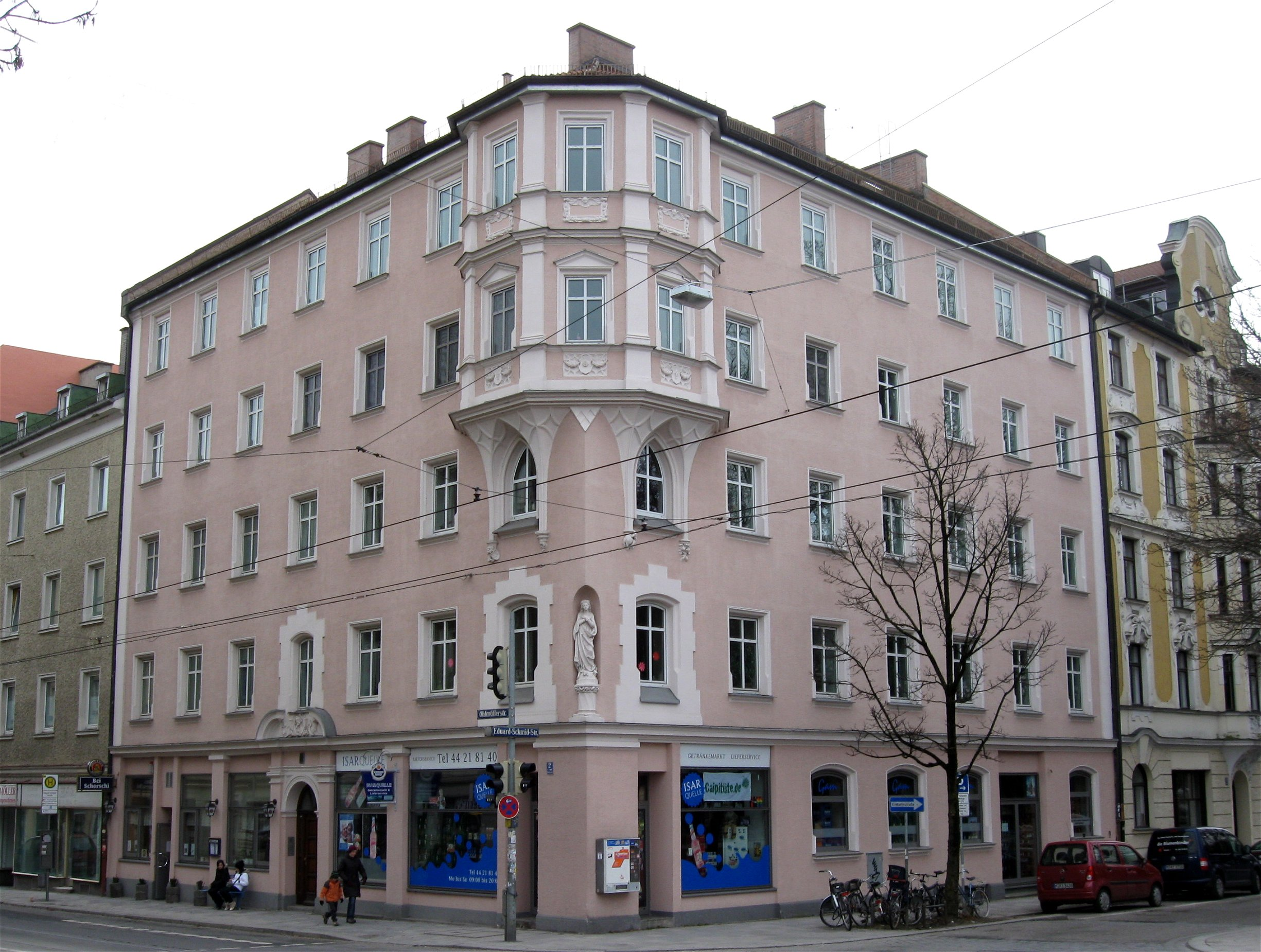
Ohlmüllerstraße 2

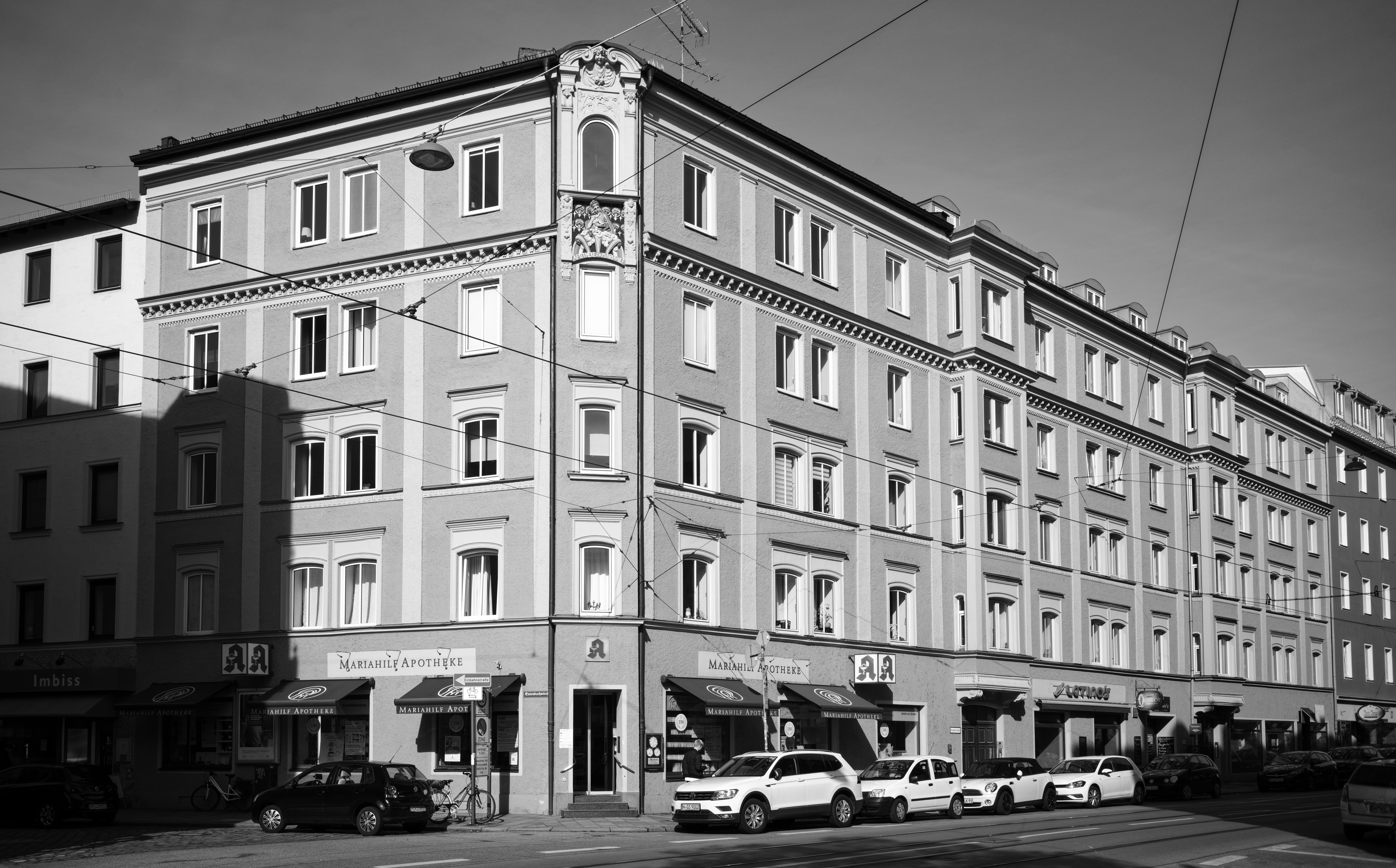
Ohlmüllerstraße 16 (Mariahilf-Apotheke) und 14, im Maximilianstil

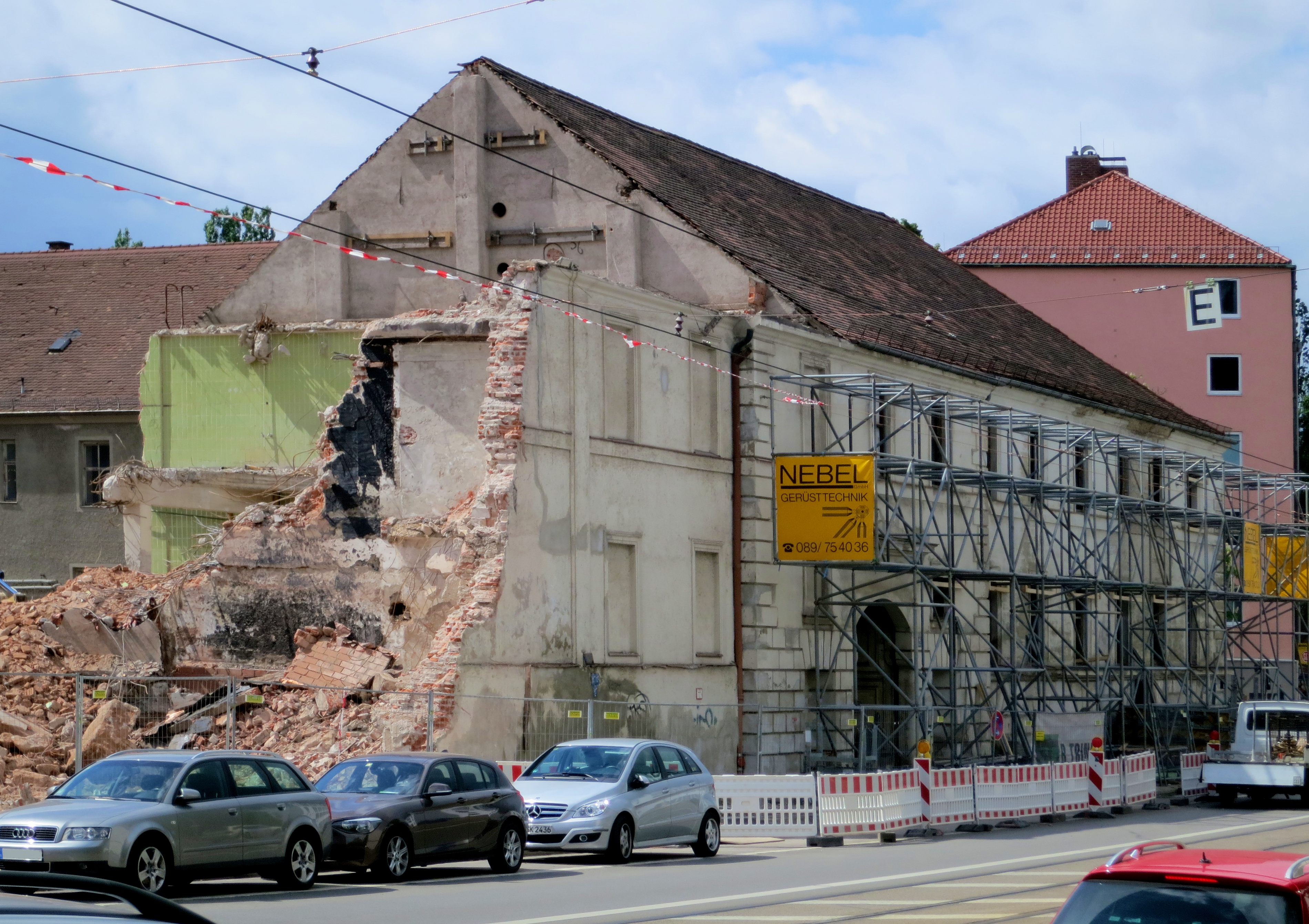
Ehemalige Zacherl-Brauerei (Zustand 2014)

- Hausnr. 2: Mietshaus, erbaut 1862, 1899 durch Georg Schneider in deutscher Renaissance mit Eckerker umgestaltet (Denkmalliste D-1-62-000-4963)
- Hausnr. 3: Mietshaus, Neurenaissance, mit Stuckdekor, um 1880 (Denkmalliste D-1-62-000-4964)
- Hausnr. 7: Mietshaus, spätklassizistisch, um 1870/80 (Denkmalliste D-1-62-000-4965)
- Hausnr. 9: Mietshaus, spätklassizistisch, durch Fensterädikulen reich gegliedert, um 1870/80 (Denkmalliste D-1-62-000-4966)
- Hausnr. 10: Mietshaus, Neurenaissance-Eckbau, (bis zum 2. Stock vielleicht spätklassizistisch), 2. Hälfte 19. Jahrhundert (Denkmalliste D-1-62-000-4967)
- Hausnr. 11: Mietshaus, Neurenaissance, reich gegliedert, um 1880/90 (Denkmalliste D-1-62-000-4968)
- Hausnr. 13: Mietshaus, Neurenaissance, Ende 19. Jahrhundert (Denkmalliste D-1-62-000-4969)
- Hausnr. 14: Mietshaus, im spätromantischen Stil (Maximilianstil), mit Erker und reicher Gliederung, 1863; einheitlicher Block mit Nr. 16 (Denkmalliste D-1-62-000-4970)
- Hausnr. 16: Mietshaus, Eckbau im spätromantischen Stil (Maximilianstil), mit Erker und reicher Gliederung, 1863; einheitlicher Block mit Nr. 14 (Denkmalliste D-1-62-000-4970)
- Hausnr. 19: Mietshaus, Neurenaissance-Eckbau, 1888 von Karl Schmidt (Denkmalliste D-1-62-000-4972)
- Hausnr. 20: Gasthaus zum Schoberwirt, biedermeierlicher Eckbau mit Stichbogenfenstern und neugotischen Türblättern, Mitte 19. Jahrhundert (Denkmalliste D-1-62-000-4973)
- Hausnr. 22: Vorstadthaus, Eckbau mit Stichbogenfenstern, Mitte 19. Jahrhundert (Denkmalliste D-1-62-000-4974)
- Hausnr. 24: Vorstadthaus, mit Stichbogenfenstern, Mitte 19. Jahrhundert (Denkmalliste D-1-62-000-4975)
- Hausnr. 29: Zwei Flügel des ehemaligen Paulanerklosters, Frühbarockbau von 1627 und 1668 ff., 1807 bis 2009 teilweise als Gefängnis (zuletzt Justizvollzugsanstalt Neudeck) genutzt, seither Luxuswohnungen (Denkmalliste D-1-62-000-4976)
- Hausnr. 42:  Ehemalige Zacherl’sche Bierbrauerei, Ost- und Nordflügel, dann Teil der Paulaner-Brauerei, zweigestreckter Walmdachbau mit Mittelrisalit, Eck- und Sockelrustika, klassizistisch, um 1822, nach Abbruch die Fassade in den Neubau der Paulaner-Verwaltung einbezogen (Denkmalliste D-1-62-000-4977)
- Hausnr. 44: Eismaschine der Firma Linde, patentiert 1881, 1881 bzw. 1885 aufgestellt, 1899 (bezeichnet) neu installiert, mit der damit verbundenen technischen Betriebseinrichtung (Stauwehr, Turbine, Rechen); seit 1931 zur Paulaner-Brauerei gehörig (Denkmalliste D-1-62-000-4978)